# One from the Heart (álbum)
One from the Heart es una banda sonora de composiciones de Tom Waits para la película homónima de Francis Ford Coppola, grabada entre octubre de 1980 y septiembre de 1981, y publicada por Columbia Records en febrero de 1982. 
Crystal Gayle ocupa un lugar destacado en el álbum, interpretando sola o a dúo con Waits la mayoría de las canciones. El álbum fue nominado al Óscar a la mejor banda sonora en 1982.
La película de Coppola fue reeditada en DVD el 27 de enero de 2004, con una edición remasterizada y remezclada en Dolby Digital de la banda sonora, así como un documental sobre la grabación del álbum y grabaciones caseras previamente inéditas y tomas alternativas.

## Lista de canciones
Todas las canciones compuestas por Tom Waits.

### Cara A
| N.º | Título                                                                   | Duración |  |
| 1.  | «Opening Montage (Tom's Piano Intro/Once Upon a Town/The Wages of Love)» | 5:16     |  |
| 2.  | «Is There Any Way Out of This Dream?»                                    | 2:13     |  |
| 3.  | «Picking up After You»                                                   | 3:54     |  |
| 4.  | «Old Boyfriends»                                                         | 5:53     |  |
| 5.  | «Broken Bicycles»                                                        | 2:53     |  |

### Cara B
| N.º | Título                                         | Duración |  |
| 1.  | «I Beg Your Pardon»                            | 4:26     |  |
| 2.  | «Little Boy Blue»                              | 3:43     |  |
| 3.  | «Instrumental Montage (The Tango/Circus Girl)» | 3:00     |  |
| 4.  | «You Can't Unring a Bell»                      | 2:20     |  |
| 5.  | «This One's from the Heart»                    | 5:45     |  |
| 6.  | «Take Me Home»                                 | 1:37     |  |
| 7.  | «Presents» (Instrumental)                      | 1:00     |  |

## Personal
- Bob Alcivar: piano, arreglos de orquesta y conductor
- Ronnie Barron: órgano en "Little Boy Blue"
- Dennis Budimir: guitarra en "Opening Montage" y "Old Boyfriends"
- Larry Bunker: batería en "The Tango"
- Gene Cipriano: saxofón tenor en "The Tango"
- Greg Cohen: bajo
- Teddy Edwards: saxofón tenor
- Chuck Findley: trompeta en "Circus Girl"
- Crystal Gayle: voz
- Dick Hyde: trombón en "Circus Girl"
- Pete Jolly: piano y acordeón
- Gayle Levant: arpa
- John Lowe: instrumento de viento-madera en "Circus Girl"
- Shelly Manne: batería en "Opening Montage", "Is There Any Way Out of This Dream?" y "Old Boyfriends"
- Lonny Morgan: instrumentode viento-madera
- Joe Porcaro: glockenspiel en "Presents"
- Emil Richards: vibráfono en "I Beg Your Pardon"
- Jack Sheldon: trompeta
- John Thomassie: percusión en "Little Boy Blue"
- Leslie Thompson: armónica en "Circus Girl"
- Tom Waits: voz, piano y arreglos de orquesta
- Don Waldrop: tuba en "Instrumental Montage"